# Poli (Camerun)
Poli è la capitale del dipartimento di Faro, in Camerun.
Tra gli abitanti di Poli è in uso il Doyayo, una lingua del Camerun.